# Inax
La Inax (株式会社INAX?, Kabushiki-gaisha Inax) è un'azienda giapponese che produce apparecchi igienico-sanitari, interni per stanze da bagno e cucine. Fondata nel 1924, dal 2001 è di proprietà della Lixil Group ed è il secondo maggior produttore al mondo di vasi sanitari con bidet integrato (washlet).

## Storia
La Inax nasce come Ina Seito nel 1924, azienda specializzata nella produzione e commercio di piastrelle. Nel 1945 la compagnia inizia la vendita di apparecchi igienici e sanitari, mentre nel 1958 ha inizio la produzione di toilette multiuso. Nel 1967 l'azienda lancia sul mercato il primo esemplare di vaso sanitario con bidet integrato chiamato "Shower toilet". Nel 1985 il nome della compagnia cambia in Inax Corporation e nel 2001 viene acquistata dalla Lixil Group.
La Inax è uno dei maggiori produttori giapponesi di sanitari di ceramica per il bagno e il secondo maggior produttore al mondo di washlet, di cui detiene il 25% del mercato totale, alle spalle della sola Toto, che ne detiene il 65%.

## Museo
A Tokoname, nella prefettura di Aichi, oltre al quartier generale dell'azienda è presente l'Inax Live Museum, un museo all'aperto all'interno del quale si trovano numerosi sanitari risalenti ai peirodi Meiji e Taishō e alcune mostre di piastrelle provenienti da tutto il mondo.